# Aurel Stodola
Aurel Bohuslav Stodola (11. května 1859 Liptovský Mikuláš – 25. prosince 1942 Curych) byl slovenský fyzik, inženýr a vynálezce, zakladatel teorie parních a plynových turbín. Jeho výpočty a konstrukce poskytly základ celému odvětví švýcarského strojírenství.

## Život
Narodil se 11. května 1859 v Liptovském Mikuláši, v části Vrbica-Hušták č. 26 (dle tehdejšího číslování) do evangelické rodiny majitele koželužské dílny Ondreje Stodoly a Anny, rozené Kováčové. Jako datum narození se v literatuře uvádí 10. květen 1859, liptovskomikulášská matrika však jednoznačně uvádí jako den narození až 11. květen. Týden po narození dostal při křtu jména Aurel Bohuslav. Lidovou školu vychodil v Liptovském Mikuláši. Navštěvoval pak německou reálku v Levoči, maturoval na Vyšší státní reálce v Košicích jako nejlepší student. Projevoval mimořádný talent pro matematiku a fyziku, ale miloval také hudbu, hrál na klavír a občas na varhany v Evangelickém kostele v Liptovském Mikuláši. Hudba se stala jeho celoživotní zálibou. Od roku 1876 studoval na technice v Budapešti a od roku 1877 strojní inženýrství v Curychu. Mezi lety 1880 a 1882 pracoval ve Strojírnách státních uherských železnic v Budapešti. V roce 1882 pokračoval ve studiu na Vysoké škole technické v Charlottenburgu a studia ukončil v roce 1884 na pařížské Sorbonně. V roce 1883 studium přerušil kvůli požáru, při němž shořela otcova dílna. V následujících dvou letech pomáhal při její obnově. Od roku 1884 působil v Praze, v Českomoravské strojírně, ale po krátkém čase přešel do Strojírenské společnosti Ruston a spol. Tam pracoval osm roků jako konstruktér a hlavní inženýr v oboru parních strojů, zaměřil se na zdokonalování parních turbín. V roce 1887 se oženil se svou krajankou Darinou Pálkovou, narodily se jim dvě dcery.

Aurel Stodola v roce 1896

V roce 1892 přijal místo docenta na Spolkové polytechnické škole v Curychu, na níž se brzy stal profesorem (1893) a působil tam až do svého odchodu do důchodu v roce 1929. Byl váženým a oblíbeným pedagogem, jeho přednášky z teorií tepelných motorů byly názorné a srozumitelné. Jeho žákem zde byl i Albert Einstein, který se časem stal jeho dobrým přítelem. Od švýcarské vlády získal prostředky na vybudování strojnické laboratoře, kde mohl na strojích ve skutečné velikosti experimentovat a ověřovat své teorie.  V roce 1902 přednesl na Svazu německých inženýrů přednášku, po které se stal světovou autoritou na parní turbíny. V následujícím roce byla zveřejněna v odborném časopise a vydána knižně.
Stále udržoval kontakt s rodným krajem, kam se každé léto vracel s rodinou na dovolenou. Po smrti své manželky žil v ústraní ve své vilce nad Curyšským jezerem. Pedagogickou činnost ukončil v sedmdesáti letech, ale stále sledoval vývoj ve svém oboru a věnoval se úvahám nad budoucností vědy a techniky. Ve svém díle Myšlenky o světonázoru ze stanoviska inženýra (Gedanken zu einer Weltanchauung vom Standpunkte des Ingenieurs) předpověděl příchod věku automatizace a zamýšlel se nad postavením dělnické třídy.
Zemřel 25. prosince 1942 v Curychu. Od roku 1989 je pohřben v Liptovském Mikuláši na Vrbickém hřbitově.

## Dílo

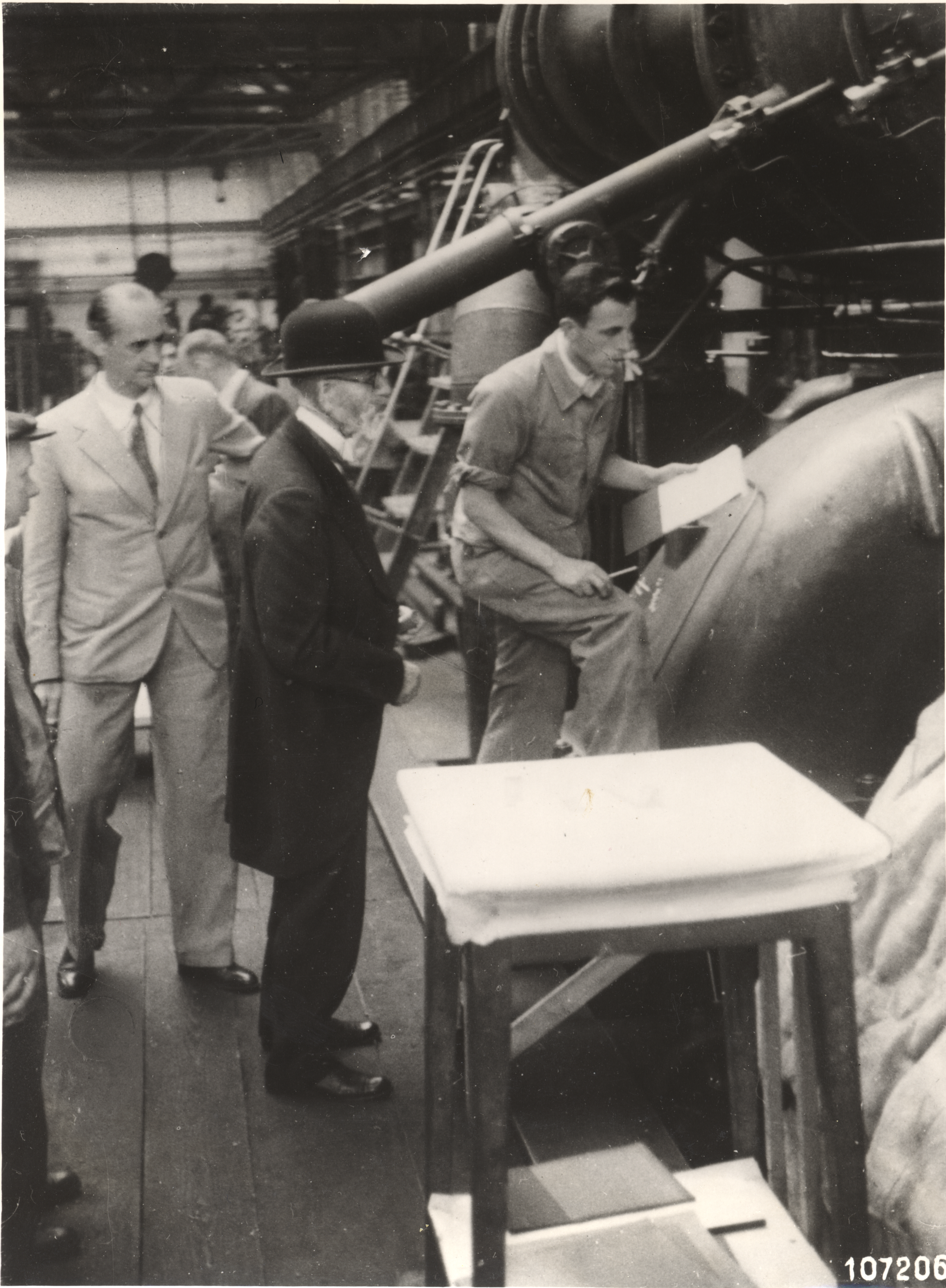
Aurel Stodola při prohlídce plynové turbíny v závodě Brown Boveri (1939)

Ve své vědecké práci se zaměřoval na oblast teorie automatické regulace strojů, položil vědecké základy projektování a stavby parních a spalovacích turbín. Jeho výpočty a konstrukce daly základ tomuto odvětví strojírenství. Pro páru vypočítal a aplikoval tzv. Mollierův entropický diagram, který stále doplňoval.
Ve spolupráci s chirurgem Ferdinandem Sauerbruchem zkonstruoval roku 1915 pohyblivou umělou ruku, tzv. Stodolovu ruku. Na stejném principu byly založeny i protézy chodidel a nohou. Vedla jej k tomu snaha pomoci invalidům, zraněným během první světové války. Své vynálezy dal k dispozici zdarma k volnému využití.
Byl konstruktérem prvního tepelného čerpadla na světě. Jeho tepelné čerpadlo z roku 1928 dodnes pracuje ve Švýcarsku a vytápí radnici v Ženevě, když odebírá teplo z vody jezera (jde o uzavřený okruh).
Jeho vrcholné dílo Die Dampfturbinen und ihre Aussichten als Wärmekraftmaschinen vyšlo v Berlíně v roce 1903 a později ho přeložili do mnoha světových jazyků. Postupně ho doplňoval o nové poznatky. První vydání mělo 220 stran a 120 obrázků, jeho poslední šesté vydání v roce 1924, doplněné o spalovací a plynové turbíny, mělo již rozsah 1157 stran a 1141 obrázků.V roce 1922 vyšlo v Berlíně jeho další významné dílo Dampf und Gas-Turbinen, v roce 1931 v Berlíně vyšlo Gedanken zu einer Weltanchauung vom Standpunkte des Ingenieurs, které propracoval a vydal v Curychu 1937 pod názvem Die geheimnisvolle Naturweltanschauliche Betrachtung.

## Ocenění a odkaz

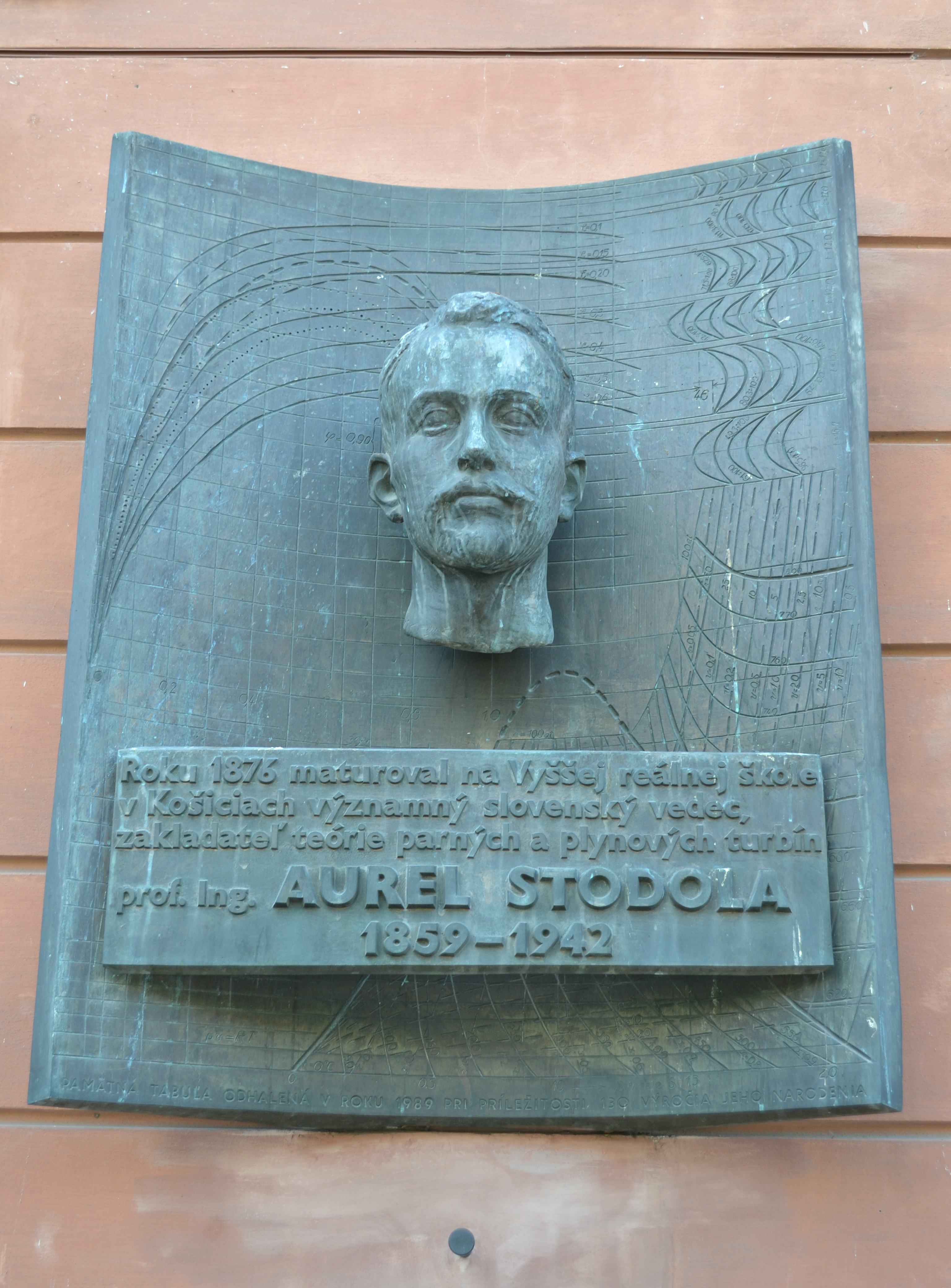
Pamětní deska na budově bývalé Vyšší státní reálky v Košicích

Mnohé světové vědecké společnosti a univerzity mu udělily nejvyšší vyznamenání a hodnosti. V roce 1901 ho jmenovali čestným doktorem Curyšské univerzity, v roce 1905 mu Vysoká škola technická v Hannoveru udělila titul Dr. Ing. h. c. a o čtyři roky později i technika v Curychu. Roku 1908 mu bylo uděleno nejvyšší vyznamenání německých inženýrů Grashofova medaile a v roce 1940 ho Anglie odměnila zlatou medailí Jamese Watta. Čestný doktorát mu udělila i německá technika v Brně a v roce 1929 i pražské České vysoké učení technické. Byl také členem korespondentem Francouzské akademie věd. Sedmkrát byl navržen na Nobelovu cenu.
Na počest Aurela Stodoly je pojmenována planetka 3981 Stodola. V roce 1959 byla vydána československá poštovní známka s jeho portrétem (autorem návrhu byl Max Švabinský, rytec Jindřich Schmidt). Na známce je chybně uveden rok úmrtí 1924 (k chybě došlo na straně Ministerstva spojů, nikoliv na straně rytce). U příležitosti 150. výročí jeho narození vyhlásila Slovenská technická univerzita v Bratislavě rok 2009 Rokem Aurela Stodoly. Národní banka Slovenska vydala u této příležitosti historicky první sběratelskou eurominci SR s podobiznou tohoto slovenského vědce světového jména. Nominální hodnota stříbrné mince je 10 eur. Mince má status zákonného platidla, ale pouze na Slovensku.